# Un solo grande amore (film 1957)
Un solo grande amore (Jeanne Eagels) è un film del 1957 diretto da George Sidney.
È un film biografico a sfondo drammatico statunitense con Kim Novak, Jeff Chandler e Agnes Moorehead ed incentrato sulla vita dell'attrice statunitense Jeanne Eagels.

## Trama
Divenuta celebre ed acclamata, dopo i faticosi inizi, una fascinosa attrice drammatica attraversa una fase di crisi. Sposatasi con uno sportivo, da cui si separa però quasi subito, e dedita all'alcol, viene sospesa dall'Associazione degli Artisti. Non basta il suo vecchio amante a farla riavere dal suo stato di prostrazione: finirà suicida.

## Produzione
Il film, diretto da George Sidney su una sceneggiatura di Daniel Fuchs, Sonya Levien e John Fante e un soggetto dello stesso Fuchs, fu prodotto da George Sidney per la Columbia Pictures e girato dal 26 dicembre 1956 al 16 marzo 1957. Il titolo di lavorazione fu The Jeanne Eagels Story.

## Distribuzione
Il film fu distribuito con il titolo Jeanne Eagels negli Stati Uniti nell'agosto 1957 al cinema dalla Columbia Pictures.
Altre distribuzioni:
- in Germania Ovest il 25 ottobre 1957 (Ein Herzschlag bis zur Ewigkeit)
- in Portogallo il 5 novembre 1957 (Um Só Amor)
- in Francia il 22 gennaio 1958 (Un seul amour)
- in Finlandia il 21 febbraio 1958 (Hänen suurin rakkautensa)
- in Austria nel marzo del 1958 (Ein Herzschlag bis zur Ewigkeit)
- in Svezia il 3 marzo 1958 (Hennes enda kärlek)
- in Danimarca il 2 gennaio 1959 (Den gyldne drøm)
- in Germania est il 10 gennaio 1970 (in TV)
- in Brasile (Lágrimas de Triunfo)
- in Grecia (I floga kaiei akoma)
- in Italia (Un solo grande amore)

## Critica
Secondo il Morandini il film è "stilisticamente discontinuo" ma può vantare "un momento di sincero pathos drammatico" nella scena in cui la Novak incontra un'attrice decaduta.

## Promozione
La tagline è: TOO MANY SINS TO FORGET!.